# Paul Walsh (Fußballspieler)
Paul Anthony Walsh (* 1. Oktober 1962 in Plumstead, London) ist ein ehemaliger englischer Fußballspieler. Der dribbel- und kampfstarke Stürmer gewann 1986 mit dem FC Liverpool die englische Meisterschaft und fünf Jahre später mit Tottenham Hotspur den FA Cup. Zuvor hatte er bereits fünf A-Länderspiele für die englische Nationalmannschaft bestritten und 1984 die Juniorenwahl zu Englands Fußballer des Jahres für sich entschieden.

## Sportlicher Werdegang

### Vereinskarriere

#### Charlton Athletic & Luton Town (1979–1984)
Im Alter von gerade einmal 16 Jahren debütierte Walsh in der Saison 1979/80 für den Zweitligisten Charlton Athletic gegen Shrewsbury Town und nach der ersten Einwechslung absolvierte er noch weitere acht Ligapartien, die allerdings mit dem Abstieg in die Drittklassigkeit endeten. Dort erhielt er jedoch im Rahmen eines Umbruchs die Gelegenheit, dauerhaft an der Seite von Derek Hales die Sturmreihe zu bilden. Dies zahlte sich aus und mit elf Ligatoren in der Saison 1980/81 trug Walsh wesentlich zum direkten Wiederaufstieg bei – dazu erreichte er mit seinem Verein die fünfte Hauptrunde im FA Cup. In der zweiten Liga akklimatisierte sich Walsh dann sehr schnell und übertraf mit 13 Treffern sogar die Vorjahresquote. Sein Verein platzierte sich komfortabel im Mittelfeld der zweiten Liga und der gerade einmal 19-jährige Walsh hatte sich nachhaltig für höhere Aufgaben empfohlen. Die Wahl fiel schließlich auf den Erstligaaufsteiger Luton Town, der sich den Transfer des dribbelstarken und etwas klein gewachsenen Stürmers 400.000 Pfund kosten ließ.
Auch bei den „Hatters“ hatte Walsh wenig Eingewöhnungsschwierigkeiten und mit drei Toren zum 5:3-Sieg gegen Notts County zeigte er sich auf Anhieb torgefährlich. Weitere Meilensteine waren seine Leistung beim respektablen 3:3 gegen den FC Liverpool und der Klassenerhalt, den er mit Luton am letzten Spieltag durch einen 1:0-Erfolg bei Manchester City sicherstellte. Ein weiteres Jahr später, nachdem Walsh es in die englische U-21-Auswahl und sogar kurzzeitig in die A-Nationalmannschaft geschafft hatte, überraschte es dann wenig, dass er das Interesse renommierterer Vereine auf sich gezogen hatte und so schloss er sich im Mai 1984 dem alten und neuen Meister FC Liverpool an.

#### FC Liverpool (1984–1988)
Im Rennen um die Verpflichtung von Walsh hatte der FC Liverpool Manchester United ausgestochen und der Neuling kam am 18. August 1984 bei der Charity-Shield-Niederlage gegen den FC Everton (0:1) erstmals per Einwechslung zum Zuge. Bei seinem zweiten Ligaeinsatz führte er sich an der heimischen Anfield Road spektakulär mit einem Tor nach gerade einmal 14 Sekunden ein und da der etatmäßige Mittelstürmer Ian Rush verletzungsbedingt fehlte, stand er in den folgenden acht Ligapartien in der Startformation, bevor er den Stammplatz wegen einer eigenen Verletzung wieder an Rush verlor und erst gegen Ende der Saison 1984/85 wieder seine Form fand. Dabei hatte er maßgeblichen Anteil am Halbfinaleinzug im Europapokal der Landesmeister, als er zwei der vier Tore beim 4:1-Rückspielsieg gegen Austria Wien erzielte. Auch im Endspiel gegen Juventus Turin (0:1), das als Katastrophe von Heysel sportlich in den Hintergrund gerückt wurde, stand er in der Startelf, wurde aber zur zweiten Halbzeit gegen Craig Johnston ausgetauscht.
In der anschließenden Saison 1985/86 sah sich Walsh einer Reihe von Veränderungen ausgesetzt. Sein Mitspieler Kenny Dalglish übernahm das Traineramt und da dieser selbst nur noch selten auf dem Platz zu stehen beabsichtigte, bildete Walsh fortan das Sturmduo mit Rush. Besonders zwischen Anfang Oktober und Anfang Dezember 1985 schoss er in zehn Spielen zehn Tore. Im Februar 1985 riss dann jedoch gegen Manchester United sein Sprunggelenk und da sich Dalglish in der entscheidenden Phase wieder häufiger einwechselte, war sein Beitrag in der Rückrunde, die zum Double-Gewinn aus FA Cup und englischer Meisterschaft führte, gering. Trotzdem hatte er mit elf Toren in 20 Ligabegegnungen einen wesentlichen Anteil auf dem Weg zum Meistertitel und dafür auch eine offizielle Medaille erhalten. Auf den nächsten Auftritt in der Startelf musste er danach bis Ende Oktober 1986 warten, aber letztlich verlief die Saison 1986/87 für ihn mit Ausnahme eines Dreifachtorerfolgs gegen Norwich City (6:2) mit nur drei Toren aus den 22 weiteren Ligapartien enttäuschend. Auch im Ligapokalendspiel 1987 gegen den FC Arsenal (1:2) blieb Walsh glücklos und wurde beim Stand von 1:1 nach 73 Minuten ausgewechselt. Den Anfang vom Ende markierten dann aber in der Spielzeit 1987/88 die neu verpflichteten John Aldridge und Peter Beardsley. Aldridge zeigte sich zu Saisonbeginn in sehr guter Form, traf in neun aufeinander folgenden Partien und da sich Beardsley als ideale Ergänzung für ihn erwies, wurde offensichtlich, dass Walsh keine Zukunft mehr bei den „Reds“ besaß. Er absolvierte am 28. November 1987 gegen Tottenham Hotspur sein einziges Ligaspiel in der Saison von Beginn an und zu diesem Gegner verschlug es ihn dann auch im Februar 1988 für eine Ablösesumme von 500.000 Pfund.

#### Tottenham Hotspur (1988–1992)
Unter seinem neuen Trainer Terry Venables debütierte Walsh beim 1:1-Remis gegen Manchester United und im Monat darauf schoss er anlässlich des 2:1-Heimsiegs gegen den FC Everton sein erstes Tor für die „Spurs“. Während der Saison 1988/89 verpasste Walsh nur fünf Ligaspiele, als er an der Seite von Paul Stewart stürmte. Dabei erzielte er sechs Treffer, darunter beide Tore zu einem weiteren 2:1-Sieg gegen den FC Everton. Da die Spurs zudem auf einem respektablen sechsten Platz landeten, erschien Walshs Perspektive positiv, aber nach der Verpflichtung von Gary Lineker ging es für ihn nur noch darum, den Platz an Linekers Seite mit Stewart „auszufechten“. So bestritt Walsh zwar immerhin 26 Ligaspiele in der Saison 1989/90, fand sich dabei aber häufig zunächst nur auf der Ersatzbank wieder. Ein Jahr später errang er seinen ersten Titel in Tottenham, als er nach einem 2:1-Finalsieg gegen Nottingham Forest den FA Cup gewann und dabei nach 82 Minuten für Vinny Samways eingewechselt worden war.
In seiner letzten vollständigen Saison 1991/92 für Tottenham blieb er zwar ein bei den Fans beliebter Spieler, aber trotz seiner 28 Liga- und Pokaleinsätze verdrängte ihn zunehmend Gordon Durie aus dem Kader und bei der Hälfte seiner Auftritte hatte er zunächst auf der Ersatzbank gesessen. Ein letzter Höhepunkt war das Erreichen des Ligapokalhalbfinals, das jedoch gegen Nottingham Forest verloren ging. Schließlich wechselte er im Mai 1992 zum Zweitligisten FC Portsmouth, wobei das Geschäft einen gleichzeitigen Transfer von Darren Anderton in die entgegengesetzte Richtung beinhaltete.

#### FC Portsmouth & Manchester City (1992–1997)
Innerhalb eines Jahres entwickelte sich Walsh beim FC Portsmouth zum Publikumsliebling und gemeinsam mit Guy Whittingham bildete er ein sehr erfolgreiches Sturmduo. Am Ende verpasste „Pompey“ auf dem dritten Rang nur knapp den direkten Aufstieg. Als dann Whittingham den Verein in Richtung Aston Villa verließ, fand sich zwar mit John Durnin ein neuer Partner für Walsh, aber dieser neuen Formation fehlte die vorangegangene Effektivität. Dennoch kam Walsh zu einigen Achtungserfolgen, wobei besonders sein Beitrag mit zwei Toren zum überraschenden 2:2 im Ligapokal gegen Manchester United zählte, das „United“ in ein Wiederholungsspiel (0:1) zwang. Es sollte jedoch Walshs vorerst letzter sportlicher Höhepunkt in Portsmouth sein, denn kurze Zeit später nutzte er durch seinen Wechsel zu Manchester City die Gelegenheit zur Rückkehr in die Premier League.
Walsh war mit Uwe Rösler und Peter Beagrie eine der drei Neuverpflichtungen von Trainer Brian Horton zum Ende der Saison 1993/94. Nach einem enttäuschenden Debüt bei einer 0:1-Heimniederlage gegen den FC Wimbledon absolvierte er alle zehn verbleibenden Ligapartien und seine vier Tore sorgten mit dafür, dass sich die „Citizens“ von der Abstiegszone fernhielten und am Ende den 16. Platz belegten. Auch zu Beginn der Spielzeit 1994/95 zeigte er sich in guter Form und hatte bis Anfang November 1994 bereits zehn Ligatore für Manchester City angesammelt – darunter war ein „Doppelpack“ beim 5:2-Erfolg gegen den Ex-Klub aus Tottenham. Mit insgesamt 15 Pflichtspieltoren war er hinter Rösler zweitbester Torjäger seines Vereins und umso überraschender war deshalb, dass ihn der neue Trainer Alan Ball im September 1995 im Austausch für Gerry Creaney an den FC Portsmouth zurück transferierte. Dort schoss er in 21 Ligapartien noch einmal fünf Tore, bevor ein Kreuzbandriss das Ende seiner aktiven Karriere markierte. Den offiziellen Rücktritt verkündete er dazu im Dezember 1997. 2011 nahm der FC Portsmouth ihn in seine klubinterne Hall of Fame auf.

### Englische Nationalmannschaft
Im Alter von gerade einmal 20 Jahren wurde Walsh von dem englischen Nationaltrainer Bobby Robson in den Kader der „Three Lions“ berufen. Der damals bei Luton Town aktive Stürmer hatte sich bereits in der U-21-Auswahl einen guten Namen als Torjäger gemacht und so war er Teil des Kaders, mit dem Robson anlässlich einer Australienreise im Sommer 1983 experimentierte. Walsh bestritt gegen den Gastgeber gleich drei Länderspiele und schoss bei seinem zweiten Einsatz das einzige Tor zum 1:0-Sieg. Als dann die englische Nationalmannschaft in die Qualifikationsspiele für die EM-Endrunde in Frankreich 1984 ging, erschien den Verantwortlichen sein Einsatz aber doch als zu riskant und erst nach dem Scheitern in der Qualifikation fand Walshs England-Karriere im Februar 1984 seine Fortsetzung. An der Seite seines Vereinskameraden Brian Stein stürmte er bei der ernüchternden 0:2-Niederlage gegen Frankreich und auch bei der 0:1-Pleite gegen Wales gut zwei Monate später fehlte das Erfolgserlebnis. Obwohl er sich anschließend durch seinen Wechsel zum FC Liverpool in die „Beletage“ des englischen Vereinsfußballs katapultierte, hatte Robson genug gesehen und sah fortan von einer weiteren Nominierung ab.

## Titel/Auszeichnungen
- Englische Meisterschaft (1): 1986
- Englischer Pokal (1): 1991
- Charity Shield (1): 1991
- Englands Fußballer des Jahres: 1984 (Junioren-Wahl)